# Bigoncia
Bigoncia, der Kübel, Bigot, ital. Bigontia oder Bigonzo (lat. Congius), war ein italienisches Volumenmaß und galt in Venedig. 
Es war ein sogenanntes Weinmaß. Die Amphora hatte 4 Bigoncia. Andere Begriffe waren Biconzia, Biconzo, Bivongio und Bicongius. Letztere Bezeichnung war die alte römische. Ein kleiner Unterschied beim Weinmaß wurde mit Kellerwein und Zollwein gemacht.
- Zollwein 1 Bigoncia = 4 Quartari = 16 Secchie = 64 Libbre = 256 Ingistare[3]
- 1 Bigoncia = 7968 Pariser Kubikzoll = 158,0563 Liter[4]

- Kellerwein 1 Bigoncia = 2 Barile/Mastelli/Concie = 14 Secchie = 56 Libbre[5]

Beim Branntwein galten andere Beziehungen.
- 1 Bigoncia = 3 ½ Quartari = 14 Secchie = 56 Libbre[6]